# Con
|  | Per a altres significats vegeu Con (desambiguació). |

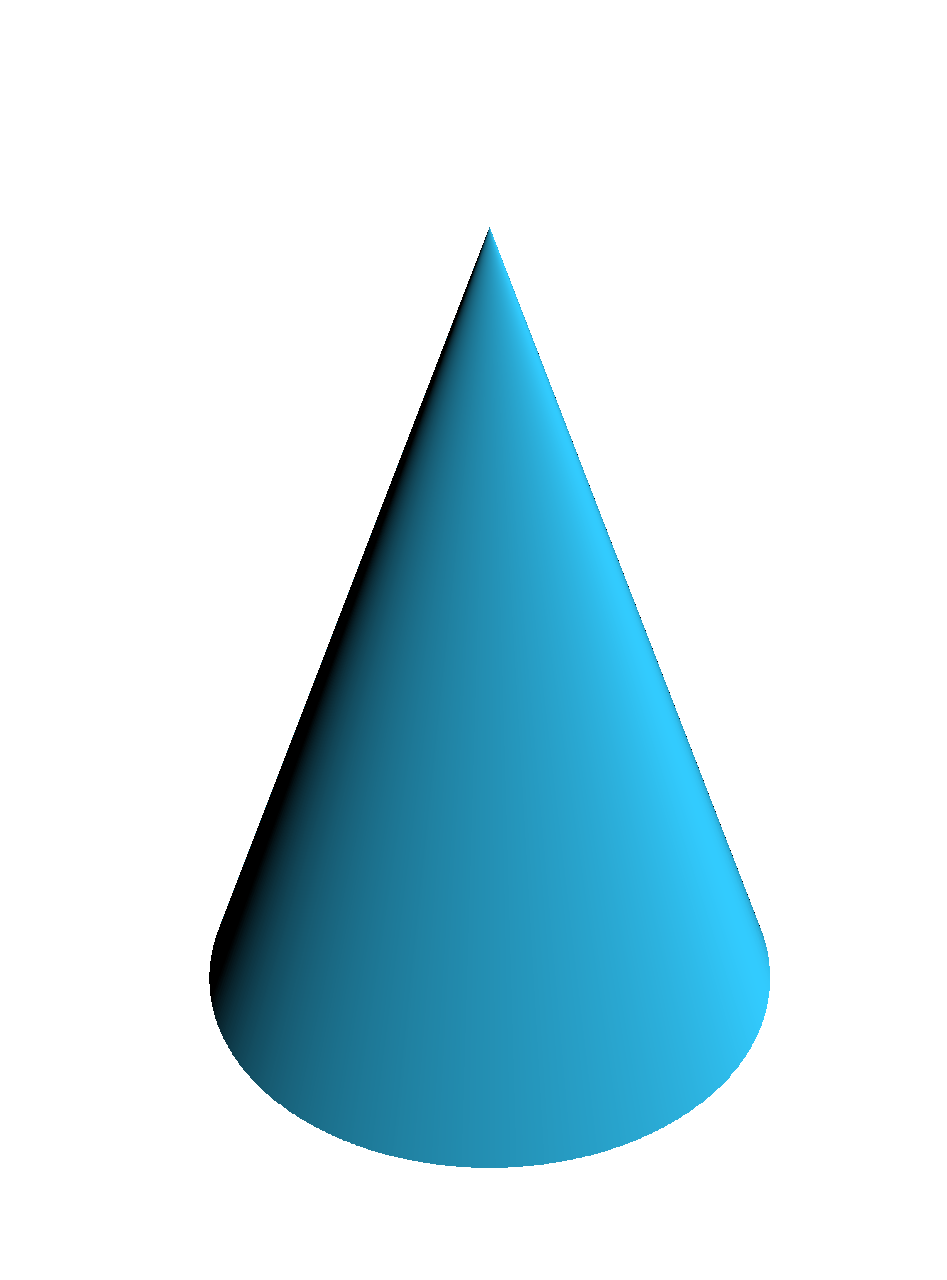
Con

Generació d'un con sòlid per revolució.

En geometria, un con recte és un sòlid de revolució generat pel gir d'un triangle rectangle al voltant d'un dels catets. El cercle generat per l'altre catet se denomina base i el punt on conflueixen les generatrius s'anomena vèrtex.
 També, es pot descriure com el sòlid limitat per una superfície cònica que té per directriu una circumferència i per un pla que talla la superfície cònica en totes les seves generatrius. La figura delimitada en aquest pla és una circumferència o una el·lipse (segons si el pla és perpendicular o oblic a l'eix), té el centre sobre l'eix i s'anomena base.
Es representa en coordenades cartesianes per l'equació: 
{\displaystyle \left({\frac {x}{a}}\right)^{2}+\left({\frac {y}{b}}\right)^{2}-\left({\frac {z}{c}}\right)^{2}=0\,}

## Elements
- Directriu: és el perímetre de la base del con. Es tracta d'una corba plana: una circumferència si és un con circular i una el·lipse si és un con el·líptic.
- Vèrtex: és el punt exterior al pla de la directriu, con conflueixen les generatrius.
- Generatriu: cada una de les semirectes que parteixen de la directriu i passen pel vèrtex.
- Base: és la superfície generada per un dels catets del triangle generatriu. Si la directriu és una circumferència, el con es diu circular.
- Altura: és la distancia entre el vèrtex i la base.
- Obertura: és l'angle màxim entre dues rectes generatrius de la superfície lateral del con.[3]

## Àrea
L'àrea de la superfície lateral del con recte de base circular amb radi r i altura h és (l és la longitud de la generatriu):
{\displaystyle A_{L}=\pi \cdot r\cdot {\sqrt {r^{2}+h^{2}}}=\pi \cdot r\cdot l}
Com que la base és un cercle, la seva àrea és
{\displaystyle A_{B}=\pi \cdot r^{2}}
Per tant, l'àrea total del con és
{\displaystyle A=\pi \cdot r^{2}+\pi \cdot r\cdot l}

## Volum
El volum del con recte de base circular amb radi r i altura h és
{\displaystyle V={\frac {1}{3}}\cdot \pi \cdot r^{2}\cdot h}

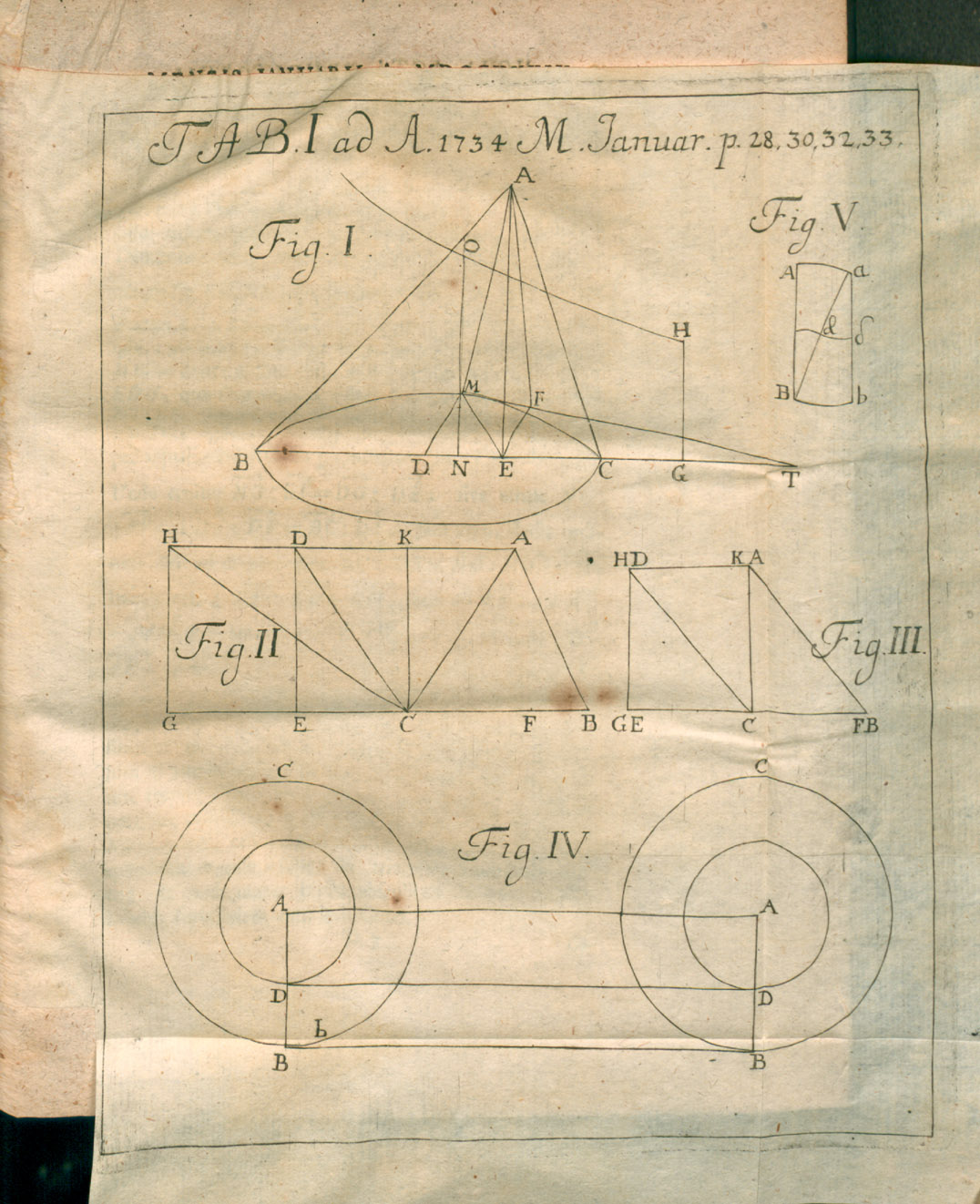
Illustració de la revisió a Problemata mathematica... (Acta Eruditorum, 1734)

La intersecció d'una superfície cònica amb un pla genera una corba cònica de diferent tipus segons la inclinació del pla respecte a l'eix o la generatriu.
Té 1 cara de circumferència, 1 vèrtex i 0 arestes.